# Хилл, Грант
Грант Генри Хилл (англ. Grant Henry Hill; родился 5 октября 1972 года в Далласе, штат Техас, США) — американский профессиональный баскетболист, выступавший в Национальной баскетбольной ассоциации. Член Зала славы баскетбола с 2018 года.
Был выбран под общим 3-м номером на драфте 1994 года клубом «Детройт Пистонс» (после Гленна Робинсона и Джейсона Кидда). Из-за травм в первой половине 2000-х в период выступления за «Орландо Мэджик» пропустил большое количество матчей, в том числе полностью сезон 2003/04. Свой первый и единственный полный сезон провёл лишь в возрасте 36 лет в сезоне 2008/09.
Трижды удостоен награды за спортивное поведение в сезонах 2004/05 («Орландо Мэджик»), 2007/08 («Финикс Санз») и 2009/10 («Финикс Санз»). 7 раз принимал участие в матче всех звёзд НБА (1995—1998, 2000—2001, 2005). Занимает 19-е место по количеству трипл-даблов за карьеру (29).
Грант Хилл родился в Далласе, штат Техас. Его отец Кельвин (Calvin) окончил Йельский университет получив степень магистра в истории, позже отыграл 12 сезонов за «Даллас Ковбойз» в НФЛ, трижды включался в символическую сборную All-Pro, выиграл премию Новичка года в 1969 году. Его мать, Джанет, является выпускником университета Уэлсли. После окончания отцом карьеры в НФЛ, семья поселилась в городе Рестон, штат Вирджиния, где Грант стал суперзвездой школы Соуз Лэйкс, и был выбран команду All-American в 1990 году.
Кумиром детства Хилла был разыгрывающий Марк Джексон, который играл за школьную команду Соуз Лэйкс в начале 1980-х годов.

## Карьера
Отец Хилла (известный раннинбек) хотел, чтобы сын по окончании школы поступал университет Северной Каролины, в то время как мать склоняла Гранта к выбору университета Джорджтауна. Однако сам Грант отдал предпочтение университету Дьюка, где провёл четыре года выступая за студенческую команду «Дьюк Блю Девилз» под руководством Майка Кшижевски. Хилл обладая отличным дриблингом, великолепным видением площадки и умению ассистировать начинал матчи как разыгрывающий защитник, но основные отрезки на паркете проводил на позиции четвертого номера. Хилла отличали атлетизм, чувство подбора и великолепная защита. Хилл не только хорошо подбирал, но и блокировал, а также был эффективен при перехвате. Великолепно оборонялся и в краске и на периметре, отлично страховал за счет понимания игры. Грант вместе с командой выиграл национальные титулы в 1991 и 1992 годах. Именно Хилл отдал знаменитый пас через всю площадку на Кристиана Леттнера, который забив мяч с сиреной привёл «Дьюк» к победе в чемпионате NCAA против Кентукки в 1992 году. Несмотря на потерю двух лидеров команды в 1992 году, Кристиана Леттнера и Бобби Херли (оба перешли в НБА), Хилл вывел команду в финал чемпионата ещё раз в 1994 году, но в итоге проиграл «Арканзас Рейзорбекс».
Хилл завоевал премию оборонительного игрока года по версии NABC в 1993 году, а в 1994 году он был признан игроком года конференции Atlantic Coast. Во время своей университетской карьеры, Хилл стал первым баскетболистом в истории конференции Atlantic Coast, кто преодолел планку в 1900 очков, 700 подборов, 400 передач, 200 перехватов и 100 блоков за карьеру. Стал 8-м игроком в истории команды чей номер (33) был увековечен под сводами Cameron Indoor Stadium. После своего первого сезона за «Дьюк», Хилл выиграл бронзовую медаль в составе сборной США в 1991 году на Панамериканских играх в Гаване, Куба.

### Детройт Пистонс (1994—2000)
После окончания обучения в университете Дьюка, Хилл был выбран «Детройт Пистонс» на драфте НБА 1994 года под общим номером 3. По итогам дебютного сезона он разделил награду Новичок года НБА с Джейсоном Киддом («Даллас Маверикс»). Выбирался в первую символическую сборную НБА в 1997 году и во вторую в 1996, 1998, 1999 и 2000 годах. За первые пять сезонов он отметился 29 трипл-даблами, что позволило его поставить в тройку лучших игроков по этому показателю, но после 1999 года он не смог сделать ни одного «трипла».
В 1996 году Грант Хилл в составе сборной США выиграл золотые медали Олимпиады в Атланте.
В конце сезона 1999/2000 годов за неделю до старта матчей на вылет Хилл серьезно повредил лодыжку левой ноги. Он пытался играть через боль и во второй игре серии усугубил травму. Больная лодыжка не позволила ему съездить в Сидней на триумфальную Олимпиаду, и форвард решил сменить команду. После шести сезонов проведённых за «Детройт» показатели Гранта были 9393 очка, 3417 подборов и 2720 передач.

### Орландо Мэджик (2000—2007)
В марте 2003 года перенёс операцию на голеностопе, в результате которой Хиллу была занесена стафилококковая инфекция, из-за чего он был вынужден пропустить весь сезон 2003/04.
В сезоне 2004/05 получил награду за спортивное поведение.

### Финикс Санз (2007—2012)
В сезонах 2007/08 и 2009/10 ещё дважды получал награду за спортивное поведение, став единственным игроком, обладающим титулом трижды.

### Лос-Анджелес Клипперс (2012—2013)
После окончания контракта с «Санз», 8 июля 2012 года Хилл перешёл в «Лос-Анджелес Клипперс».

### Окончание карьеры
1 июня 2013 года, после 19 лет проведённых в НБА, Грант Хилл объявил о завершении игровой карьеры.

## Статистика

### Статистика в НБА
| Сезон                                                                                    | Команда  | Регулярный сезон | Регулярный сезон | Регулярный сезон | Регулярный сезон | Регулярный сезон | Регулярный сезон | Регулярный сезон | Регулярный сезон | Регулярный сезон | Регулярный сезон | Регулярный сезон | Серия плей-офф | Серия плей-офф | Серия плей-офф | Серия плей-офф | Серия плей-офф | Серия плей-офф | Серия плей-офф | Серия плей-офф | Серия плей-офф | Серия плей-офф | Серия плей-офф |
| Сезон                                                                                    | Команда  | GP               | GS               | MPG              | FG%              | 3P%              | FT%              | RPG              | APG              | SPG              | BPG              | PPG              | GP             | GS             | MPG            | FG%            | 3P%            | FT%            | RPG            | APG            | SPG            | BPG            | PPG            |
| ---------------------------------------------------------------------------------------- | -------- | ---------------- | ---------------- | ---------------- | ---------------- | ---------------- | ---------------- | ---------------- | ---------------- | ---------------- | ---------------- | ---------------- | -------------- | -------------- | -------------- | -------------- | -------------- | -------------- | -------------- | -------------- | -------------- | -------------- | -------------- |
| 1994/95                                                                                  | Детройт  | 70               | 69               | 38,3             | 47,7             | 14,8             | 73,2             | 6,4              | 5,0              | 1,8              | 0,9              | 19,9             | Не участвовал  | Не участвовал  | Не участвовал  | Не участвовал  | Не участвовал  | Не участвовал  | Не участвовал  | Не участвовал  | Не участвовал  | Не участвовал  | Не участвовал  |
| 1995/96                                                                                  | Детройт  | 80               | 80               | 40,8             | 46,2             | 19,2             | 75,1             | 9,8              | 6,9              | 1,3              | 0,6              | 20,2             | 3              | 3              | 38,3           | 56,4           | 50,0           | 85,7           | 7,3            | 3,7            | 1,0            | 0,0            | 19,0           |
| 1996/97                                                                                  | Детройт  | 80               | 80               | 39,3             | 49,6             | 30,3             | 71,1             | 9,0              | 7,3              | 1,8              | 0,6              | 21,4             | 5              | 5              | 40,6           | 43,7           | -              | 71,8           | 6,8            | 5,4            | 0,8            | 1,0            | 23,6           |
| 1997/98                                                                                  | Детройт  | 81               | 81               | 40,7             | 45,2             | 14,3             | 74,0             | 7,7              | 6,8              | 1,8              | 0,7              | 21,1             | Не участвовал  | Не участвовал  | Не участвовал  | Не участвовал  | Не участвовал  | Не участвовал  | Не участвовал  | Не участвовал  | Не участвовал  | Не участвовал  | Не участвовал  |
| 1998/99                                                                                  | Детройт  | 50               | 50               | 37,0             | 47,9             | 0,0              | 75,2             | 7,1              | 6,0              | 1,6              | 0,5              | 21,1             | 5              | 5              | 35,2           | 45,7           | 0,0            | 81,3           | 7,2            | 7,4            | 2,0            | 0,4            | 19,4           |
| 1999/00                                                                                  | Детройт  | 74               | 74               | 37,5             | 48,9             | 34,7             | 79,5             | 6,6              | 5,2              | 1,4              | 0,6              | 25,8             | 2              | 2              | 27,5           | 37,5           | 50,0           | 90,0           | 5,5            | 4,5            | 0,5            | 0,0            | 11,0           |
| 2000/01                                                                                  | Орландо  | 4                | 4                | 33,3             | 44,2             | 100,0            | 61,5             | 6,3              | 6,3              | 1,3              | 0,5              | 13,8             | Не участвовал  | Не участвовал  | Не участвовал  | Не участвовал  | Не участвовал  | Не участвовал  | Не участвовал  | Не участвовал  | Не участвовал  | Не участвовал  | Не участвовал  |
| 2001/02                                                                                  | Орландо  | 14               | 14               | 36,6             | 42,6             | 0,0              | 86,3             | 8,9              | 4,6              | 0,6              | 0,3              | 16,8             | Не участвовал  | Не участвовал  | Не участвовал  | Не участвовал  | Не участвовал  | Не участвовал  | Не участвовал  | Не участвовал  | Не участвовал  | Не участвовал  | Не участвовал  |
| 2002/03                                                                                  | Орландо  | 29               | 29               | 29,1             | 49,2             | 25,0             | 81,9             | 7,1              | 4,2              | 1,0              | 0,4              | 14,5             | Не участвовал  | Не участвовал  | Не участвовал  | Не участвовал  | Не участвовал  | Не участвовал  | Не участвовал  | Не участвовал  | Не участвовал  | Не участвовал  | Не участвовал  |
| 2004/05                                                                                  | Орландо  | 67               | 67               | 34,9             | 50,9             | 23,1             | 82,1             | 4,7              | 3,3              | 1,4              | 0,4              | 19,7             | Не участвовал  | Не участвовал  | Не участвовал  | Не участвовал  | Не участвовал  | Не участвовал  | Не участвовал  | Не участвовал  | Не участвовал  | Не участвовал  | Не участвовал  |
| 2005/06                                                                                  | Орландо  | 21               | 17               | 29,2             | 49,0             | 25,0             | 76,5             | 3,8              | 2,3              | 1,1              | 0,3              | 15,1             | Не участвовал  | Не участвовал  | Не участвовал  | Не участвовал  | Не участвовал  | Не участвовал  | Не участвовал  | Не участвовал  | Не участвовал  | Не участвовал  | Не участвовал  |
| 2006/07                                                                                  | Орландо  | 65               | 64               | 30,9             | 51,8             | 16,7             | 76,5             | 3,6              | 2,1              | 0,9              | 0,4              | 14,4             | 4              | 4              | 35,8           | 50,0           | -              | 66,7           | 5,5            | 3,8            | 0,5            | 0,3            | 15,0           |
| 2007/08                                                                                  | Финикс   | 70               | 68               | 31,7             | 50,3             | 31,7             | 86,7             | 5,0              | 2,9              | 0,9              | 0,8              | 13,1             | 3              | 2              | 22,7           | 45,5           | -              | 100,0          | 5,3            | 1,0            | 0,7            | 0,3            | 3,7            |
| 2008/09                                                                                  | Финикс   | 82               | 68               | 29,8             | 52,3             | 31,6             | 80,8             | 4,9              | 2,3              | 1,1              | 0,7              | 12,0             | Не участвовал  | Не участвовал  | Не участвовал  | Не участвовал  | Не участвовал  | Не участвовал  | Не участвовал  | Не участвовал  | Не участвовал  | Не участвовал  | Не участвовал  |
| 2009/10                                                                                  | Финикс   | 81               | 81               | 30,0             | 47,8             | 43,8             | 81,7             | 5,5              | 2,4              | 0,7              | 0,4              | 11,3             | 16             | 16             | 28,3           | 48,0           | 18,8           | 86,8           | 5,8            | 2,3            | 0,8            | 0,6            | 9,6            |
| 2010/11                                                                                  | Финикс   | 80               | 80               | 30,1             | 48,4             | 39,5             | 82,9             | 4,2              | 2,5              | 0,8              | 0,4              | 13,2             | Не участвовал  | Не участвовал  | Не участвовал  | Не участвовал  | Не участвовал  | Не участвовал  | Не участвовал  | Не участвовал  | Не участвовал  | Не участвовал  | Не участвовал  |
| 2011/12                                                                                  | Финикс   | 49               | 46               | 28,1             | 44,6             | 26,4             | 76,1             | 3,5              | 2,2              | 0,8              | 0,6              | 10,2             | Не участвовал  | Не участвовал  | Не участвовал  | Не участвовал  | Не участвовал  | Не участвовал  | Не участвовал  | Не участвовал  | Не участвовал  | Не участвовал  | Не участвовал  |
| 2012/13                                                                                  | Клипперс | 29               | 0                | 15,1             | 38,8             | 27,3             | 58,3             | 1,7              | 0,9              | 0,4              | 0,2              | 3,2              | 1              | 0              | 20,0           | 50,0           | -              | -              | 4,0            | 2,0            | 0,0            | 0,0            | 4,0            |
|                                                                                          | Всего    | 1026             | 972              | 33,9             | 48,3             | 31,4             | 76,9             | 6,0              | 4,1              | 1,2              | 0,6              | 16,7             | 39             | 37             | 31,6           | 46,9           | 23,8           | 78,1           | 6,1            | 3,6            | 0,9            | 0,5            | 13,4           |
| Наведите курсор мыши на аббревиатуры в заголовке таблицы, чтобы прочесть их расшифровку. |          |                  |                  |                  |                  |                  |                  |                  |                  |                  |                  |                  |                |                |                |                |                |                |                |                |                |                |                |

### Статистика в NCAA
| Сезон | Команда | Conf | Class | GP  | GS  | MPG  | FG%  | 3P%  | FT%  | RPG | APG | SPG | BPG | PPG  |
| --- | ------- | ---- | ----- | --- | --- | ---- | ---- | ---- | ---- | --- | --- | --- | --- | ---- |
| 1990/91 | Дьюк    | ACC  | FR    | 36  | 31  | 24,6 | 51,6 | 50,0 | 60,9 | 5,1 | 2,2 | 1,4 | 0,8 | 11,2 |
| 1991/92 | Дьюк    | ACC  | SO    | 33  | 24  | 30,3 | 61,1 | 0,0  | 73,3 | 5,7 | 4,1 | 1,2 | 0,8 | 14,0 |
| 1992/93 | Дьюк    | ACC  | JR    | 26  | 26  | 31,6 | 57,8 | 28,6 | 74,6 | 6,4 | 2,8 | 2,5 | 1,4 | 18,0 |
| 1993/94 | Дьюк    | ACC  | SR    | 34  | 34  | 35,7 | 46,2 | 39,0 | 70,3 | 6,9 | 5,2 | 1,9 | 1,2 | 17,4 |
| 1990/91 |         |      |       | 129 | 115 | 30,4 | 53,2 | 37,6 | 69,8 | 6,0 | 3,6 | 1,7 | 1,0 | 14,9 |
| Наведите курсор мыши на аббревиатуры в заголовке таблицы, чтобы прочесть их расшифровку Статистика приведена с сайта sports-reference.com |         |      |       |     |     |      |      |      |      |     |     |     |     |      |